# Stazione di Nagamachi

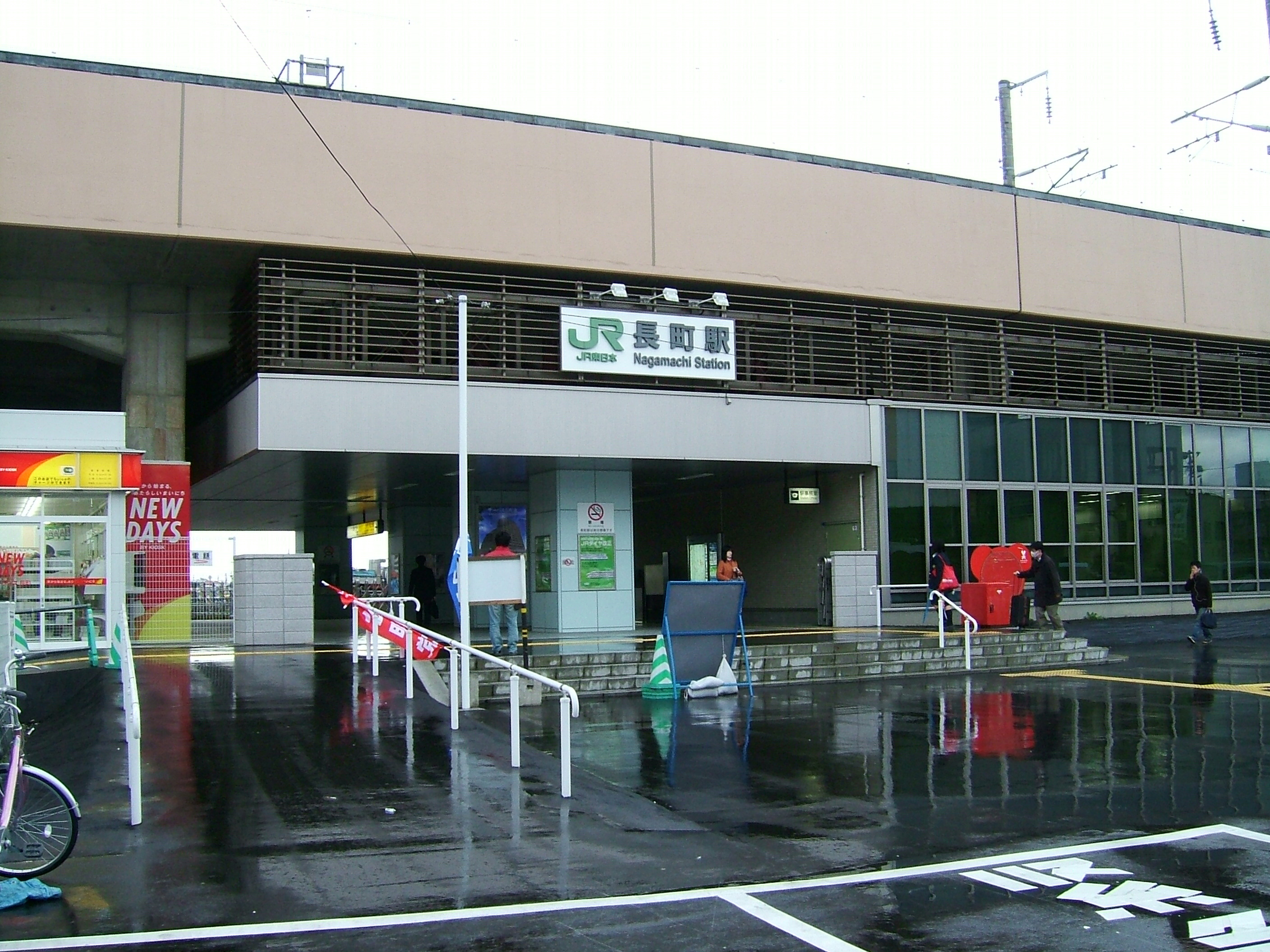
Zoom sull'ingresso della stazione JR

La stazione di Nagamachi (長町駅?, Nagamachi-eki) è una stazione ferroviaria di interscambio situata nel quartiere di Taihaku-ku della città di Sendai, nella prefettura di Miyagi, ed è servita dalla linea principale Tōhoku (compresi i servizi per l'aeroporto e della linea Jōban) della JR East e dalla linea Nanboku della metropolitana di Sendai.

## Servizi ferroviari

### Treni
East Japan Railway Company
■ Linea principale Tōhoku
■ Linea Sendai Aeroporto
■ Linea Jōban

### Metropolitana
Metropolitana di Sendai
● Linea Nanboku

## Struttura

### Stazione JR
La stazione è dotata di un marciapiede a isola centrale con due binari passanti su viadotto (i lavori di sopraelevazione della stazione sono stati completati nel 2007). La stazione è dotata di biglietteria presenziata dalle 6 alle 21.
| 1 | ■ Linea principale Tōhoku | per Sendai, Rifu, Matsushima e Kogota                  |
| 2 | ■ Linea principale Tōhoku | per Natori, Shiroishi e Fukushima                      |
| 2 | ■ Linea Sendai Aeroporto  | per Natori e Sendai Aeroporto                          |
| 2 | ■ Linea Jōban             | per Natori, Iwanuma, Hamayoshida, Haranomachi e Iwaki1 |

- 1: A causa delle conseguenze del terremoto e maremoto del Tōhoku del 2011 a marzo 2013 i servizi sono limitati alla stazione di Hamayoshida

### Stazione della metropolitana
Sul lato ovest della stazione JR Si trovano gli ingressi di quella della metropolitana. La stazione dispone di una banchina a isola con due binari sotterranei. 
| 1 | ● Linea Nanboku | per Tomizawa                        |
| 2 | ● Linea Nanboku | per Sendai, Asahigaoka e Izumi-Chūō |

## Traffico passeggeri
I dati ufficiali di utilizzo delle stazioni sono i seguenti:
- JR East: 6193 al giorno (2011)
- Metropolitana: 5888 al giorno (2011)

## Interscambio con autobus
- Piazzale est
  - 1 (JR Bus)
  - 2 (Miyagi Trasporti)
  - 3 (Miyagi Trasporti)
  - 4 (Azienda trasporti di Sendai)
  - 5 (Azienda trasporti di Sendai)
  - 6 (Azienda trasporti di Sendai)

## Stazioni adiacenti
| «                                                                | Servizio                | »                       |
| Linea principale Tōhoku                                          | Linea principale Tōhoku | Linea principale Tōhoku |
| Linea Sendai Aeroporto                                           | Linea Sendai Aeroporto  | Linea Sendai Aeroporto  |
| Linea Jōban                                                      | Linea Jōban             | Linea Jōban             |
| ---------------------------------------------------------------- | ----------------------- | ----------------------- |
| Taishidō                                                         | Locale                  | Sendai                  |
| Il Rapido "Sendai City Rabbit" e il Rapido Aeroporto non fermano |                         |                         |
| Linea Nanboku                                                    |                         |                         |
| Nagamachi-Minami                                                 | -                       | Nagamachi-Itchōme       |